# Amphoe Si Mueang Mai
Si Mueang Mai (tiếng Thái: ศรีเมืองใหม่) là một huyện (Amphoe) ở đông bắc của tỉnh Ubon Ratchathani, Isan, đông bắc Thái Lan.
Huyện này giáp các huyện sau (từ phía đông nam theo chiều kim đồng hồ) Khong Chiam, Phibun Mangsahan, Tan Sum, Trakan Phuet Phon và Pho Sai. Về phía đông qua sông Mê Kông là Salavan của Lào.

## Lịch sử
Ngày 14 tháng 9 năm 1971, Khong Chiam được đổi tên thành "Si Mueang Mai". Cùng lúc ấy, huyện Ban Dan (tách khỏi Khong Chiam năm 1959) lại nhận tên Khong Chiam vì là địa bàn có  mueang lịch sử.

## Hành chính
Huyện này được chia thành 11 phó huyện (tambon), các phó huyện này lại được chia ra 118 làng (muban). Si Mueang Mai là thị trấn (thesaban tambon) duy nhất của huyện, nằm trên một phần địa giới của tambon Na Kham. 
| STT | Tên        | Tên Thái | Số làng | Dân số |  |
| --- | ---------- | -------- | ------- | ------ |  |
| 1.  | Na Kham    | นาคำ     | 15      | 12.449 |  |
| 2.  | Kaeng Kok  | แก้งกอก   | 7       | 4.499  |  |
| 3.  | Ueat Yai   | เอือดใหญ่  | 8       | 3.712  |  |
| 4.  | Warin      | วาริน     | 11      | 5.475  |  |
| 5.  | Lat Khwai  | ลาดควาย  | 8       | 4.581  |  |
| 6.  | Song Yang  | สงยาง    | 14      | 6.106  |  |
| 7.  | Ta Bai     | ตะบ่าย    | 12      | 4.175  |  |
| 8.  | Kham Lai   | คำไหล    | 18      | 9.426  |  |
| 9.  | Nam Thaeng | หนามแท่ง  | 11      | 7.274  |  |
| 10. | Na Loen    | นาเลิน    | 7       | 3.409  |  |
| 11. | Don Yai    | ดอนใหญ่   | 7       | 4.337  |  |